# Franco del Liechtenstein
Il franco è la valuta del Liechtenstein dal 1920. Il franco svizzero ha anche corso legale nel Liechtenstein, data l'unione economica con la Svizzera. Il trattato del 1980 tra la Svizzera e il Liechtenstein permette a quest'ultimo di coniare franchi svizzeri, ma non di emettere banconote.
Il Liechtenstein usò la corona austro-ungarica e gli heller fino al 1920 (la valuta era denominata corona del Liechtenstein), e passò al franco svizzero a causa dell'instabilità della corona.
Le monete del Liechtenstein nonostante abbiano corso legale nel Paese non sono state emesse per la circolazione (escluse quelle del 1924) ma a soli fini di collezionismo numismatico. Nessuna banconota è stata mai emessa tranne quelle in stato di emergenza del 1920. La maggior parte dei franchi del Liechtenstein hanno lo stesso contenuto in termini di metalli preziosi delle monete del franco svizzero ad eccezione delle serie degli anni ottanta e novanta. Al momento l'ultima emissione di franchi liechtensteinesi si è avuta nel 2006 con la coniazione di due monete da 10 e 50 franchi rispettivamente in argento ed oro per commemorare il 200º anniversario della piena indipendenza del Principato.